# Retrospective: The best of Buffalo Springfield
Retrospective: The best of Buffalo Springfield  is een muziekalbum van Buffalo Springfield uit 1969.
Het is het eerste verzamelalbum nadat de leden een jaar eerder uit elkaar gingen. Het album geeft een overzicht van de belangrijke nummers uit het bestaan van de groep, waaronder de grootste hits, maar nog niet een compleet overzicht van hun werk.

## Nummers
| Nummer | Naam                                              | Geschreven door | Duur |
| ------ | ------------------------------------------------- | --------------- | ---- |
| A1     | For what it's worth (Stop, hey what's that sound) | Stephen Stills  | 3:00 |
| A2     | Mr. Soul                                          | Neil Young      | 2:35 |
| A3     | Sit down, I think I love you                      | Stephen Stills  | 2:30 |
| A4     | Kind woman                                        | Richie Furay    | 4:10 |
| A5     | Bluebird                                          | Stephen Stills  | 4:28 |
| A6     | On the way home                                   | Neil Young      | 2:25 |
| B1     | Nowadays Clancy can't even sing                   | Neil Young      | 3:26 |
| B2     | Broken arrow                                      | Neil Young      | 6:13 |
| B3     | Rock 'n' roll woman                               | Stephen Stills  | 2:44 |
| B4     | I am a child                                      | Neil Young      | 2:15 |
| B5     | Go and say goodbye                                | Stephen Stills  | 2:19 |
| B6     | Expecting to fly                                  | Neil Young      | 3:39 |